# Boeing C-17 Globemaster III
Boeing C-17 Globemaster III je Američki strateški transporter kojeg proizvodi tvrtka Boeing Integrated Defense Systems. C-17 je sposoban za brze intervencije s mogućnošću transporta trupa i različitog tereta na prvu crtu ili na udaljene vojne baze. Može se koristiti i za brzu evakuaciju trupa te zračne desante.
Ime je dobio od svojih prethodnika, C-74 Globemaster i C-124 Globemaster II.

## Dizajn razvoj
Već sredinom 1970.-ih USAF počinje s potragom za zrakoplovom koji bi zamijenio C-130 Hercules te raspisuje natječaj. Pobjeđuje Boeing te pokreće razvoj novog zrakoplova. C-17 pokreću četiri snažna Pratt & Whitney F117-PW-100 motora, te svaki od njih stvara 180 kN potiska. Zrakoplovom upravljaju tri člana posade: pilot, kopilot i zapovjednik utovara tereta. Vrata za utovar se nalaze na stražnjem dijelu zrakoplova, ispod repnog dijela. Gotovo cijela podna površina teretnog dijela je prekrivena valjcima koji omogućavaju lakši razmještaj i pozicioniranje tereta unutar zrakoplova.
Maksimalna količina tereta koju C-17 može ponijeti je 77.500 kg. Uz punu količinu tereta, ima doseg djelovanja od 4.400 km bez dodatnog nadolijevanja goriva u letu pri ekonomskoj brzini od 833 km/h. Osim tereta, može ponijeti i 102 padobranca s punom opremom. C-17 je dizajniran da može djelovati i s nepripremljenih ili oštećenih staza no tada postoji velika opasnost da dođe do oštećenja stajnog trapa.

## Povijest korištenja

### USAF
Prve jedinice zrakoplova stižu 14. srpnja 1993. u zračnu bazu Charleston. Prva eskadrila je proglašena operativnom 17. siječnja 1995.
C-17 je korišten za transport vojne opreme i humanitarne opreme tijekom akcije Enduring Freedom u Afganisatanu i Iraqi Freedom u Iraku. 26. ožujka 2003. je izveo jedan od najvećih zračnih desanata, izbacivši 1000 padobranaca iznad Bashura u Iraku. USAF-ovi C-17 su korišteni i za transport opreme i drugih saveznika. 2003. sudjelovali su u transportu i razmještanju Kanadskih oklopnih vozila u Afganistanu. U 2006. USAFovi zrakoplovi su doveli 15 Kanadskih Leopard C2 tenkova u Kandahar.

### RAF
Prvi C-17 je isporučen RAF-u 17. svibnja 2001. posadi 99 eskadrile koja je prethodno prošla obuku u SAD-u za upravljanje ovim zrakoplovom.

## Nesreće
- 10. prosinca 2003. USAF-ov C-17 je bio pogođen od strane protuzračnog projektila dok je polijetao u Bagdadu. Jedan motor je bio potpuno onesposobljen no pilot je uspio sigurno prizemljiti zrakoplov. Uskoro je taj motor zamijenjen, te je zrakoplov ponovno vraćen u službu.

- 6. kolovoza 2006. USAF-ov C-17 je izletio s piste u Bagramu (Afganistan) dok je pokušavao sletjeti, što je rezultiralo teškim oštećenjima nosa i stajnog trapa zrakoplova. Boeingovim stručnjacima je trebalo 2 mjeseca da osposobe zrakoplov tako da može doći do SAD-a. Popravci su dovršeni u Long Beachu u ožujku 2006. te je nakon toga vraćen u aktivnu službu.

## Tehničke karakteristike
Osnovne karakteristike
- posada: 3
- kapacitet: 
102 vojnika u standardnom (centralnom) rasporedu sjedala
134 vojnika na paletnim sjedalima
- dužina: 53 m
- raspon krila: 51,75 m
- površina krila: 353 m2
- visina: 16,8 m

Letne karakteristike
- ekonomska brzina: 830 km/h
- dolet: 4.482 km
- najveća visina leta: 13.716 m
- specifično opterećenje krila: 750 kg/m2
- motor: 4× Pratt & Whitney F117-PW-100 turbofen motora

## Vanjske poveznice
- C-17 Globemaster III - boeing.com
- C-17 Globemaster III povijest - boeing.com
- C-17 Globemaster III - af.mil   Arhivirana inačica izvorne stranice od 12. rujna 2007. (Wayback Machine)
- C-17 Globemaster III - b-domke.de